# Oficer rowerowy
Oficer rowerowy – pełnomocnik do spraw komunikacji rowerowej przy urzędzie miejskim, marszałkowskim lub wojewódzkim, osoba w urzędzie, najczęściej miejskim, odpowiedzialna za koordynację i rozwój ruchu rowerowego w danym obszarze: mieście, województwie. Co do zasady oficer rowerowy reprezentuje społeczność rowerową danego obszaru i dba o jej interesy, w głównej mierze o rozwój przyjaznej rowerzystom infrastruktury drogowej, w tym nie tylko zgodne z przepisami wykonanie dróg rowerowych, ale i o zgodność z zasadami ergonomii. Nazwa pochodzi od angielskiego określenia tego stanowiska: „cycling officer” oraz samo stanowisko pojawiły się, gdy Anglia wzorem Holandii przystąpiła do rozbudowy infrastruktury rowerowej w latach 90. XX w.. 
Prekursorami w utworzeniu stanowisk w 2006 r. były Warszawa i Gdańsk, następnie w 2007 r. dołączył Wrocław. W Zielonej Górze, Łodzi, Szczecinie, Olsztynie, Opolu i Poznaniu w latach 2010–2015 powołano odpowiednie struktury, jednakże po niedługim czasie stanowiska te zostały zlikwidowane, bądź są nieobsadzane. Powszechnie przyjmuje się, że pierwszym polskim oficerem rowerowym został Stanisław Plewako urzędujący w Warszawie w latach 2006–2008.
W 2011 roku, podczas konferencji Velo-city w Sewilli, powołano międzynarodową organizację zrzeszającą oficerów rowerowych: National Cycling Officer Network działającą przy Europejskiej Federacji Cyklistów.

## Lista oficerów rowerowych w Polsce

### Oficerowie miejscy
| Miasto           | Data                           | Imię i Nazwisko                                            | Źródło                    |
| ---------------- | ------------------------------ | ---------------------------------------------------------- | ------------------------- |
| Warszawa         | 2006 - 2008 2012 -             | - Łukasz Puchalski                                         | [ 8 ] [ 9 ] [ 10 ]        |
| Wrocław          | 2007 -                         | Daniel Chojnacki                                           | [ 8 ] [ 9 ] [ 11 ] [ 12 ] |
| Gdańsk           | 2006 - 2009 2009 -             | - Remigiusz Kitliński                                      | [ 8 ] [ 12 ]              |
| Zielona Góra     | 2010 - 2011 2011 - 2013 2012 - | Maciej Stadniczuk Maciej Porębski Paweł Urbański           | [ 8 ] [ 9 ] [ 13 ] [ 14 ] |
| Elbląg           | 2011 -                         |                                                            | [ 8 ] [ 9 ]               |
| Łódź             | 2011 - 2013 2013 -             | - Adam Ochmański                                           | [ 8 ] [ 15 ]              |
| Bydgoszcz        | 2011 -                         |                                                            | [ 8 ]                     |
| Szczecin         | 2011 -                         |                                                            | [ 8 ]                     |
| Opole            | 2012 -                         | Sławomir Szota                                             | [ 8 ] [ 12 ] [ 16 ]       |
| Katowice         | 2014 -                         | Paweł Sucheta                                              | [ 9 ] [ 17 ]              |
| Poznań           | 2015 - 2017                    | Wojciech Makowski                                          | [ 9 ] [ 12 ] [ 18 ]       |
| Kielce           | 2012 -                         |                                                            | [ 9 ]                     |
| Kraków           | 2013 -                         | Marcin Wójcik                                              | [ 12 ]                    |
| Tczew            | 2009 - 2014 2014 - 2016 2016 - | Małgorzata Ciecholińska Anna Peichert Grzegorz Pawlikowski | [ 12 ] [ 19 ]             |
| Gliwice          | 2017 -                         | Ewa Staszków                                               | [ 20 ]                    |
| Jastrzębie Zdrój | 2019 -                         | Jarosław Piechaczek                                        | [ 21 ]                    |
| Tychy            | 2020 -                         | Michał Kasperczyk                                          | [ 22 ] [ 23 ]             |
| Rybnik           | 2015 - 2019 2019 -             | Jan Fiałkowski Łukasz Karbowiński                          | [ 24 ] [ 25 ]             |
| Suwałki          | 2015 - 2018 -                  | Marcin Szukiłowicz Tomasz Sidłowski                        | [ 26 ]                    |
| Grudziądz        | 2019 -                         | Tomasz Kędzior                                             | [ 27 ]                    |
| Mysłowice        | 2019 -                         | Marcin Ziółkowski                                          | [ 28 ]                    |
| Sosnowiec        | 2017 -                         | Rafał Siciński                                             | [ 29 ] [ 4 ]              |
| Ruda Śląska      | 2021 -                         | Kornel Milbrant                                            | [ 30 ]                    |
| Tarnowskie Góry  | 2021 -                         | Aleksander Kopia                                           | [ 31 ]                    |
| Zabrze           |                                | Grzegorz Janecki                                           | [ 32 ]                    |
| Częstochowa      |                                | Łukasz Kot                                                 | [ 33 ]                    |
| Chorzów          | 2018 -                         | Joanna Tabor                                               | [ 34 ]                    |
| Świętochłowice   |                                | Piotr Wasieczko                                            | [ 35 ]                    |

### Oficerowie wojewódzcy i regionalni
| Region                  | Data               | Imię i Nazwisko               | Źródło               |
| ----------------------- | ------------------ | ----------------------------- | -------------------- |
| woj. śląskie            | 2015 - 2020 2021 - | Aleksander Kopia Piotr Kalisz | [ 36 ] [ 37 ] [ 38 ] |
| woj. zachodniopomorskie | 2014 -             | Wanda Nowotarska              | [ 39 ]               |
| woj. mazowieckie        | 2015 -             | Krzysztof Knyż                | [ 40 ]               |
| metropolia GZM          | 2018 -             | Marcin Dworak                 | [ 41 ]               |
| woj. dolnośląsie        | 2019 -             | Piotr Nowak                   | [ 42 ]               |